# قضاء مليح
قضاء مليح قضاء يقع في لواء ذيبان، محافظة مادبا في الأردن. ينتمي القضاء للواء ذيبان الذي يضم 3 أقضية. يقدر عدد سكانه بـ 18243 نسمة حسب إحصاء 2015.

## الوصلات الخارجية
- دائرة الاحصاءات العامة